# Vallières-les-Grandes
Vallières-les-Grandes – miejscowość i gmina we Francji, w Regionie Centralnym, w departamencie Loir-et-Cher.
Według danych na rok 2008 gminę zamieszkiwało 808 osób, a gęstość zaludnienia wynosiła 20 osób/km².